# Дробнис, Александрас
Александрас Антанович Дробнис (1912, деревня Пилкарайсчай, Алитусского района Литвы — 1998, Вильнюс) — литовский экономист, государственный деятель Литовской ССР.

## Биография
С ранней юности включился в работу молодёжных организаций, особенно проявил себя в студенческой организации «Варпас» («Колокол») и являлся её председателем. На основе объединения четырёх подобных организаций при непосредственной его инициативе, была создана организация «Союз Молодёжи Литвы», в которой Дробнис был избран в центральный исполнительный комитет, а также стал первым заместителем председателя организации.
В 1931—1939 годах изучал экономику в каунасском и вильнюсском университетах, параллельно состоял на службе в международном банке, в должности помощника бухгалтера.
В 1935—1936 годах — обязательная служба в Литовской армии.
В 1936 г. начинается карьера в Литовском банке в Каунасском отделении, в 1939 переводится в Вильнюсское отделение.
После оккупации Литвы войсками СССР в 1939 г., назначен на работу в Министерство Финансов на должность директора департамента финансов.
В 1940 назначается председателем Литовского банка и проводит политику инкорпорации Литовского банка в систему Госбанка СССР.
В период войны с 1941—1944 работает в отделениях Госбанка СССР в Москве и Новосибирске, являясь при этом комиссаром финансов Лит. ССР.
После войны работает на различных ответственных должностях в Литовской Республике:
1944—1957 — Министр Финансов Лит. ССР.
1957—1958 — Заместитель Председателя Совета Министров Лит. ССР.
1958—1984 — Председатель комиссии Госплана, впоследствии переименованной в комитет, параллельно является заместителем председателя Совета Министров Лит. ССР
В различные годы избирался депутатом Верховного Совета СССР — (1962—1966 и Верховного Совета Лит. ССР — (1947—1985). Также с 1956 года является членом ЦК КП Литвы.
Многие специалисты отмечают его вклад в формирование и построение сбалансированной экономики Литвы, которая смогла избежать сильных перекосов между индустриализацией и сельским хозяйством, что отражает интересы построения национально-ориентированной экономики Литвы. В конечном счёте благодаря такому балансу в Литве была полностью решена проблема с рабочими местами и в то же время удалось избежать навязываемой из центра политики строительства дополнительных заводов и фабрик, которое повлекло бы за собой неотвратимый приток рабочей силы извне со всеми вытекающими из этого демографическими и политическими последствиями.

## Награды и звания
В 1972 г. присвоено звание заслуженного экономиста Лит. ССР.
В 1983 г. присуждена Государственная премия Лит. ССР.
Награждён двумя орденами Ленина, орденом Октябрьской Революции, четырьмя орденами Трудового Красного Знамени, и медалями СССР.

## Literatūra
- Lietuvos bankininkai. Gyvenimų ir darbų pėdsakai 1918–1940 / Vladas Terleckas. – Vilnius: Lietuvos banko leidybos ir poligrafijos skyrius, 2001. – 79-84 psl. – ISBN 9986-651-27-1